# Cumberland County, Pennsylvania
Cumberland County är ett administrativt område i delstaten Pennsylvania i USA, med 235 406 invånare. Den administrativa huvudorten (county seat) är Carlisle.

## Politik
Cumberland County tenderar att rösta på republikanerna i politiska val.
Republikanernas kandidat har vunnit rösterna i countyt i samtliga presidentval sedan valet 1968. Totalt har demokraternas kandidat vunnit countyt i fem presidentval sedan 1896, nämligen 1912, 1916, 1936, 1940 och 1964.

## Geografi
Enligt United States Census Bureau har countyt en total area på 1 427 km². 1 424 km² av den arean är land och 3 km² är vatten.

### Angränsande countyn
- Perry County - nord
- Dauphin County - öst
- York County - sydost
- Adams County - sydväst
- Franklin County - väst